# Techstep
Techstep is een subgenre van het drum-and-bassgenre, dat eind jaren negentig in de Britse drum-and-bassscene is ontstaan en in Nederland op de hardcoretraditie voortborduurt. Dit werd in Nederland aanvankelijk darkcore genoemd.
Artiesten als Ed Rush, DJ Trace, Grooverider (die zich graag 'the hardcore provider' noemt), Doc Scott, Andy C, Goldie en Jonny L waren tijdens de opkomst van dit genre al actief in soortgelijke muziekstromingen. Terwijl de darkcore aanvankelijk het spit moest delven, eerst na ragga jungle en daarna voor de ambient- en jazzyvarianten, werden die artiesten in de tweede helft van de jaren negentig opnieuw de 'vaandeldragers' van deze stroming.